# 名鉄ト50形貨車
名鉄ト50形貨車（めいてつト50がたかしゃ）とは、かつて名古屋鉄道で運用されていた木造貨車（無蓋車）である。
4両が存在し、2両は元美濃電気軌道、2両は谷汲鉄道の車両である。

## 概要
- ト50形は、美濃電気軌道ト319・ト320と谷汲鉄道チ1・チ2を同一形式としてまとめたものである。4両とも同一設計であり諸元はほぼ同一である。この4両が運用を開始したのは1926年（大正15年）は、美濃電気軌道北方線の北方町駅から黒野駅間の延伸及び黒野駅で接続する谷汲鉄道の開業があり、谷汲鉄道に美濃電気軌道が出資していたこと、貨車の共通運用などもあり同一の車両となったと推測される。当時は国鉄や他の私鉄と接続しない路線であったため[1]乗り入れは考慮されず、連結器はピン・リンク式連結器であった。
- ト50形（ト51・ト52）は、1926年（大正15年）に日本車輌製造で製造された美濃電気軌道ト319・ト320である。鉄道線である北方線で運用される。1930年（昭和5年）に名古屋鉄道（初代）は美濃電気軌道と合併し名岐鉄道に改称すると、ト319・ト320は名岐鉄道へ承継され、1935年（昭和10年）に名岐鉄道と愛知電気鉄道が合併し名古屋鉄道となった後の1941年（昭和16年）にト50形（ト51・ト52）に改番する。
- ト50形（ト53・ト54）は、1926年（大正15年）に日本車輌製造で製造された谷汲鉄道チ1・チ2である。1944年（昭和19年）に名古屋鉄道が谷汲鉄道を合併すると、ト50形に編入されト50形（ト53・ト54）に改番する。
- 戦後は揖斐線及び谷汲線で運用され、1950年（昭和25年）に連結器がピン・リンク式連結器から自動連結器に換装されている。揖斐線及び谷汲線には電気機関車が運用されておらず、電車（モ450形、モ560形（初代）、モ110形、モ160形など）が牽引し、小口輸送を主とする混合列車として運用された。1963年（昭和38年）に揖斐線谷汲線での貨物営業廃止に伴い廃車となる。